# Karperöfjärden
Karperöfjärden är en sjö i kommunen Korsholm i landskapet Österbotten i Finland. Sjön ligger 1,1 meter över havet. Den är 3,09 meter djup. Arean är 3,18 kvadratkilometer och strandlinjen är 20,01 kilometer lång. Sjön  ingår i Bottenhavets kustområde.   Den ligger nära Vasa och omkring 370 kilometer nordväst om Helsingfors.
Vattenståndet regleras via en damm i fjärdens norra ände och det är även denna som förbinder fjärden med havet. På nordvästra sidan om Karperöfjärden ligger danspaviljongen Carpella.

## Islossningen
Det finns statistik sedan 1891 vilken dag på året som islossning i fjärden skett och det var den 17-årige Edvard Holm som började att göra anteckningar. På grund av en Amerika resa finns det avbrott i statistiken före 1911.